# إدارة التحقيقات الجنائية بالشرطة الإيرانية
إدارة التحقيقات الجنائية بالشرطة الإيرانية (بالفارسية: پلیس آگاهی ناجا) والتابعة لقوة إنفاذ القانون في إيران هي وكالة لإنفاذ القانون في إيران مسؤولة عن التحقيق الجنائي.

## روابط خارجية
- دائرة المباحث الجنائية الإيرانية